# Roswitha Grüttner
Roswitha Grüttner (* 10. Oktober 1939 in Heydebreck) ist eine deutsche Malerin und Grafikerin.

## Leben
Roswitha Grüttner machte 1958 in Halle das Abitur und arbeitete danach in einer Druckerei. Von 1959 bis 1964 studierte sie an der Hochschule für Grafik und Buchkunst Leipzig, u. a. bei Egon Pruggmayer. Seitdem ist sie freischaffend als Malerin und Grafikerin tätig. In der DDR war sie als Buchillustratorin, vor allem für Kinderbücher, bekannt. Sie gestaltet aber auch Plakate für Kinderfilme. Erst als nach dem Untergang der DDR entsprechende Aufträge ausblieben, trat sie als Malerin stärker hervor.
Roswitha Grüttner ist mit dem Grafikdesigner Erhard Grüttner verheiratet und lebt und arbeitet zusammen mit ihm in Blankenfelde-Mahlow.

## Mitgliedschaften
- bis 1990 Mitglied im Verband Bildender Künstler der DDR
- Mitglied im Brandenburgischen Verband Bildender Künstlerinnen & Künstler e. V.[1]

## Ehrungen
- 1989 Ehrende Anerkennung im Wettbewerb „Schönste Bücher der DDR“
- 2010 Brandenburgischer Kunstpreis der Märkischen Oderzeitung für Malerei (für die dreiteilige Gouache „Venedig“)

## Fotografische Darstellung Roswitha Grüttners
- Klaus Morgenstern: Roswitha Grüttner[2]

## Werke (Auswahl)

### Grafik (Auswahl)
- Akte (Farbgrafik, 1982; im Bestand des Lindenau-Museums Altenburg/Thüringen)[3]
- Ruppiner Land (Graphik-Serie, 1983/1984; im Bestand des Potsdam-Museum, Potsdam)[4]
- Frau Decker (Holzschnitt, 1986; ausgestellt 1987/1988 auf der X. Kunstausstellung der DDR)[3]

### Buchillustrationen (Auswahl)
- Ingeborg Feustel: Tina, Knulle und Tamtam. Altberliner Verlag Lucie Groszer, 1970
- Das Häschen und die Rübe. Ein chinesisches Märchen. Der Kinderbuchverlag Berlin, 1970
- Hiltrud Lind: Pitt und Paulchen. Der Kinderbuchverlag, Berlin 1971
- Johanna Kraeger: Aus dem Eischalenhaus. Dr. Herbert Schulze Buch- und Kunstverlag Nachf., Leipzig, 1973
- Fix und Trix; Postreiter Verlag, Halle, 1974
- Reiner Putzger: Der Esel und das Himbeereis. Der Kinderbuchverlag, Berlin, 1978
- Heinz Kahlau: Fundsachen. Aufbau Verlag, Berlin, 1984
- Kirill Bulitschow: Der Gebirgspass. Phantastische Erzählung. Verlag Das Neue Berlin, 1986
- Hildegard Jahn-Reinke: Lichtzeichen. Gedichte. Verlag der Nation, Berlin, 1987
- Theodor Storm: Renate. Verlag der Nation, Berlin, 1988
- Robia mit dem ellenlangen Haar. Liebesmärchen aus Tadshikistan. Verlag Volk und Welt, 1988 (Ehrende Anerkennung im Wettbewerb „Schönste Bücher der DDR“ 1989)
- Christa Baufeld: Liebeszauber und Gesundheitstränke. Verhaltenslehren und Rezepturen aus einer mittelalterlichen Handschrift. Rütten & Loening Verlag, Berlin, 1989

- Thomas Mann: Herr und Hund, Verlag der Nation, Berlin, 1990
- Rosemarie Fret: Kinderlähmung. Das kurze Leben mit meinem Vater. Kleindienst, Leipzig, 1991 (auch als Vorzugsausgabe mit Original-Radierung)

## Ausstellungen (unvollständig)

### Personalausstellungen in der Zeit der DDR
- 1983: Dresden

- 1984: Potsdam, Kulturhaus Hans Marchwitza (mit Fanna Beilfuß-Kolarowa, Christa Panzner und Barbara Raetsch)
- 1986: Algier
- 1989 Berlin, Galerie Sophienstraße

### Beteiligung an zentralen und wichtigen regionalen Ausstellungen in der Zeit der DDR
- 1967 bis 1988: Dresden, VI. bis X. Kunstausstellung der DDR
- 1974, 1984 und 1989: Potsdam, Bezirkskunstausstellungen
- 1974: Frankfurt/Oder, Galerie Junge Kunst („Junge Künstler der DDR“)
- 1979: Berlin, Ausstellungszentrum am Fernsehturm („Die Buchillustrationen in der DDR. 1949 – 1979“)
- 1983: Vancouver, Grafik der DDR
- 1985/1986: Stuttgart, Galerie unterm Turm, und Bremen, Galerie in der Böttcherstraße („DDR-Künstlerinnen. Malerei, Graphik, Plastik“)
- 1988: Prag ("Potsdamer Kunst")
- 1989: Berlin u. a. Städte: 100 ausgewählte Grafiken

### Ausstellungen seit derdeutschen Wiedervereinigung
- 1990 Schwedt, Galerie ART-Union (Farbholzschnitte)
- 1991 Heilbronn, Galerie Zajonts (Grafik)
- 1993 Potsdam, Galerie Samtleben
- 1995 Rheinsberg, Schloss Rheinsberg (Aquarelle und Farbgrafik)
- 1996 Berlin, Inselgalerie (Aquarelle und Farbgrafik)
- 1996 Coburg, Kunstverein Coburg
- 1999 Neuenhagen, Galerie am Wasserturm (Gouachen, mit Sylvia Hagen)
- 2001 Bonn, Künstlerforum („Bindungen“; mit Antje Scholz)
- 2002 Altlangsow, Schul- und Bethaus („Largo tangabile“, mit Christiane Wartenberg)
- 2002 Zehdenick, Klostergalerie (mit Jutta Schölzel)
- 2003 Berlin, Galerie Sophien-Edition
- 2003 Mainz, Kunstverein
- 2004 Lübbenau, Rathaus („Silhouetten“)
- 2005 Berlin, Manufakturgalerie (mit Christa Koslitz)
- 2006 Potsdam, Pavillon auf der Freundschaftsinsel („Tonstille“; mit Christiane Wartenberg)
- 2006 Berlin, Galerie Lux
- 2007 Glashütte, Museum Packschuppen (Aquarelle und Gouachen)
- 2008 Leipzig, Galerie Hoch + Partner (Farbgrafiken / Gouachen)
- 2009 Wünsdorf, Neue Galerie
- 2009 Potsdam, Potsdam-Museum („Freiheit der Idee“)
- 2010 Potsdam, Galerie Ruhnke („Neue Arbeiten“)
- 2011 Lübben, Vertikale Galerie („FUGATO. Aquarelle und Gouachen“)
- 2013 Berlin Galerie Remise
- 2013 Berlin, Inselgalerie (mit Sonja Eschefeld)
- 2014 Potsdam, Museumshaus „Am Güldenen Arm“ (Grafik, Malerei; mit Sonja Eschefeld)
- 2014 Straussberg, Galerie Burg Straußberg
- 2016 Rostock, Galerie Amberg 13
- 2019 Berlin, Berolina Galerie im Rathaus Mitte (Malerei-Grafik)